# Erling Kagge
Erling Kagge (n. 15 de enero de 1963) es un explorador, aventurero, abogado, coleccionista de arte y editor noruego.

## Biografía
Kagge es uno de los exploradores polares noruegos con mayor fama. Es la primera persona en completar el "desafío de los tres polos" al llegar al polo Norte, al polo Sur y a la cima del Monte Everest. Además Kagge fue la primera persona en caminar solo hasta el polo Sur. 
En 1990, Erling Kagge y Børge Ousland fueron los primeros hombres en llegar hasta el polo norte sin apoyo exterior. La expedición comenzó en la isla Ellesmere el 8 de marzo de 1990 y alcanzó el polo norte al cabo de 58 días el 4 de mayo de 1990. Viajaron aproximadamente 800 km en esquíes arrastrando sus vituallas en un trineo.
En 1992–93, Kagge completó la primera expedición sin apoyo al polo Sur, recorriendo 1310 km en 52 días. Durante esta expedición Kagge no tuvo contacto por radio con el mundo exterior. Apareció en la edición internacional del TIME magazine del 1 de marzo de 1993.
En 1994, Kagge hizo cumbre en el Monte Everest, convirtiéndose en la primera persona en completar el "Desafío de los tres polos".
Luego de su récord en alcanzar los tres polos, Kagge concurrió a la Universidad de Cambridge para cursar estudios de filosofía durante tres semestres. En 1996, fundó en Oslo la casa editorial, Kagge Forlag, la cual rápidamente creció hasta convertirse en una de las compañías editoras más exitosas de Noruega. En el 2000 Kagge Forlag compró la empresa editorial más antigua de Noruega, J.M. Stenersens Forlag. El propio Kagge escribió cinco libros que han vendido más de 100.000 copias.